# Shout (film)
Shout is een Amerikaanse romantische musicalfilm uit 1991 geregisseerd door Jeffrey Hornaday

## Verhaal
Jesse Tucker is leerling aan "Benedict Boys Home", een strenge kostschool waar Eugene Benedict directeur is. Jack Cabe, de nieuwe muziekleraar, laat de leerlingen kennis maken met rock-'n-roll tot frustratie van Benedict die met ontslag dreigt. Cabe gaat in op de eisen van de directeur, maar maant onder andere Jesse en zijn vier vrienden aan om op radio naar het programma "Midnight Rider" te luisteren.
Jesse gaat een weddenschap aan met zijn vrienden: hij zal gemeenschap hebben met Sara, de dochter van de directeur, al wordt hij verliefd op haar. Een klasgenoot, ook verliefd, vertelt dit haar. Jesse vertelt zijn ware gevoelens waardoor Sara uiteindelijk voor hem zwicht.
Cabe blijkt een voortvluchtige te zijn die een man doodde om een zwarte vriend te beschermen. Hij wordt opgepakt tijdens een optreden van "The Benedict Boys Band" op het schoolfeest. Jesse besluit het opgelegde repertoire stil te leggen en te starten met rock-'n-roll-nummers. Benedict tracht tevergeefs het optreden stil te leggen.

## Rolverdeling
| Acteur            | Personage       |
| ----------------- | --------------- |
| John Travolta     | Jack Cabe       |
| Jamie Walters     | Jesse Tucker    |
| Heather Graham    | Sara Benedict   |
| Richard Jordan    | Eugene Benedict |
| Linda Fiorentino  | Molly           |
| Scott Coffey      | Bradley         |
| Glenn Quinn       | Alan            |
| Sam Hennings      | Travis Parker   |
| Michael Bacall    |                 |
| Frank von Zerneck | Toby            |
| Gwyneth Paltrow   | Rebecca         |
| Charles Taylor    |                 |

## Nominaties
| Westrijd                     | Categorie                                        | Ontvanger(s)   | Resultaat   | Ref.  |
| ---------------------------- | ------------------------------------------------ | -------------- | ----------- | ----- |
| Golden Raspberry Awards 1991 | Worst Supporting Actor                           | John Travolta  | Genomineerd | [ 1 ] |
| Young Artists Award          | Best Young Actor Co-starring in a Motion Picture | Michael Bacall | Genomineerd |       |
| Young Artists Award          | Best Young Actress Starring in a Motion Picture  | Heather Graham | Genomineerd |       |